# Gli uccelli di Bangkok
Gli uccelli di Bangkok è un romanzo di Manuel Vázquez Montalbán del 1983, pubblicato in Italia nel 1990 da Feltrinelli. È uno dei libri della lunga e fortunata serie che vede come protagonista il detective Pepe Carvalho.

## Trama
L'esperto detective deve stavolta far fronte ad un caso molto misterioso: Teresa, una sua vecchia amica, dalla Thailandia gli fa pervenire una disperata richiesta di aiuto. Pepe, reduce dal successo del caso Daurella, che lo ha visto smascherare il genero di un anziano imprenditore catalano come autore di ammanchi ai danni del patrimonio di famiglia, si trova coinvolto, quasi controvoglia, in questa intricata indagine, che lo porta a fare i conti con un'ambigua polizia locale e con una banda di malavitosi cinesi. Nel frattempo Carvalho segue gli sviluppi di un'altra storia intricata. Infatti, parallelamente alla ricerca di Teresa, Pepe si trova ad indagare su un efferato omicidio maturato nell'ambiente radical-lesbo-chic di Barcellona.
In Thailandia Pepe si rapporta con la polizia locale, ambiguamente contigua alla malavita locale, ed ha a che fare, suo malgrado, con una banda di cinesi che vogliono mettere le mani su Teresa, che si è legata ad Archit, un trafficante di diamanti, colpevole di uno sgarro nei loro confronti. L'azione e l'ironia che contraddistinguono le avventure di Pepe, in questo romanzo si stemperano nella descrizione di un mondo esotico dove il detective, ex membro del partito comunista spagnolo ed ex-agente della CIA (due correzioni ironiche dello schema chandleriano, autobiografica la prima), non manca l'occasione per approfondire le sue proverbiali ed eccessive esperienze gastronomiche (importanti variazioni e alleggerimenti in linea con la tendenza al pastiche)
Le minuziose descrizioni della città di Bangkok possono a volte apparire oziose: il lettore riesce ad immaginare gli odori e i sapori dei piatti descritti meticolosamente, le immense distese di bancarelle di ogni sorta e la grande quantità di merce, in un mondo in cui eros e thanatos, amore e morte, sembrano impregnare con la loro presenza la vita quotidiana.
Rimangono defilati sullo sfondo l'assistente-scudiero di Pepe, Biscuter (a presidiare il suo ufficio vicino alle Ramblas nel cuore del Casco Antiguo di Barcellona), e la "dama dei suoi pensieri", Charo. 
L'epilogo della vicenda noir si chiude sulla battigia di una spiaggia tra il Mar Menor e il Mar Mediterraneo, dove Archit viene inseguito e ucciso da un malavitoso venuto dall'oriente, prima che l'intervento di Pepe consenta di salvare, almeno, la vita di Teresa. 
L'ultima visione di Archit sono gli uccelli che, spaventati dagli spari, volano nel cielo. Le stesse rondini ("swallow") che si assiepavano silenziose, come un fosco presagio, sui fili elettrici a Bangkok.

## Edizioni
- Manuel Vázquez Montalbán, Gli uccelli di Bangkok, traduzione di Sandro Ossola, collana Universale economica, Feltrinelli, 2002,  p. 298, ISBN 88-07-81220-7.